# Sheesh! Cab, Bob?
Sheesh! Cab, Bob? es el sexto episodio de la primera temporada de la serie animada de TV Bob's Burgers. Se emitió originalmente por Fox en Estados Unidos el 6 de marzo de 2011.
Fue escrito por Jon Schroeder y dirigido por Jennifer Coyle. Recibió críticas positivas por la interacción de personajes, bromas y argumento. De acuerdo a las mediciones de audiencia, fue visto por 4,91 millones de hogares en su emisión original. Cuenta con actuaciones invitadas de Kevin Kline, Steve Agee, David Herman, Jay Johnston, Andy Kindler, Jack McBrayer y Oscar Nunez.

## Argumento
Se acerca el cumpleaños número 13 de Tina y Linda le sugiere a Bob que deben hacerlo extra especial ya que pronto será una adolescente. Tina quiere una fiesta con una máquina de humo, gallardetes, invitar a toda su clase y más. Principalmente quiere celebrarlo para tener un momento romántico con su compañero Jimmy Pesto Jr., el hijo mayor del rival empresarial, némesis y dueño del restaurante frente al de Bob, Jimmy Pesto (Jay Johnston). Bob piensa que es muy caro pagar todo lo que Tina quiere pero Linda le ruega que lo haga, incluso si significa pedir una prórroga en la renta. Bob le pregunta al dueño del edificio, Dr. Fischoeder (Kevin Kline), éste se la niega, pero le ofrece uno de sus otros negocios para un dinero extra: conductor de taxi.
Bob acepta la oferta mientras que Louise se vuelve "coordinadora de besos" como su regalo de cumpleaños para alistarla para el momento esperado con Jimmy Jr. En la primera noche en su nuevo trabajo, Bob comienza a disfrutar el manejar por ciudad, inclusive haciendo amistad con prostitutas travestis, como Gliter (Steve Agee), Marbles (Jack McBrayer), Cha-Cha (Oscar Nunez) y más. Antes de la fiesta, Tina comienza a invitar compañeros incluyendo a Jimmy Jr. quien necesita permiso de su padre para responderle. Más tarde se revela que le prohíbe ir a causa de su rivalidad con Bob y Tina rehúsa tener la fiesta sin Jimmy Jr. Bob trata de hacer entrar en razón al padre quien le dice que la única forma de que eso suceda es si Bob se afeita el bigote y se lo lleva para que forme parte de su colección. Tina se insolenta con Bob por negarse a hacerlo ya que él no quiere negociar con la familia Pesto.
Luego de una noche con las travestis, Bob vuelve delirando al restaurante (por haber bebido alcohol y tal vez haber consumido crack). Linda le dice que Tina aceptó ir a la fiesta pero solamente por unos minutos. Bob se despierta luego de una hora de comenzada la fiesta y ve que no está funcionando nada bien: los chicos no bailan, Gene en su rol de DJ y Mort trabajando como el mago son desastrosos. Luego recuerda que no solamente invitó a sus clientes regulares del taxi sino inclusive más, incluyendo Marshmallow (David Herman) y un indigente. Tina está desilusionada con Bob por lo que hizo y no quiere hablar con él; entonces las travestis le dicen a Tina que Bob estuvo trabajando realmente duro para esta fiesta y le hacen ver que es un buen padre. Bob se afeita el bigote por Tina pero luego esta se disculpa por lo que le dijo y le hace saber que ya hizo perfecta su fiesta, aún sin Jimmy Jr. Las travestis recuerdan a Jimmy Pesto (padre) como uno de sus clientes con el nombre de "amante de pañales". Bob va con ellas al restaurante de Jimmy a amenazarlo con este dato; aquel acepta, Bob mantiene los pelos del bigote y a Jimmy Jr. le permiten ir a la fiesta, haciendo que Tina esté más que agradecida con su padre por lo que hizo. Los chicos se besan bajo la bola disco, con Louise alentando y Gene tocando una música especial para el momento. El episodio termina con todos disfrutando de la fiesta.

## Recepción
En su emisión original en Estados Unidos, "Shees! Cab, Bob?" fue visto por un estimado de 4,91 millones de hogares y recibió una medición de 2.7/4% del share en adultos entre 18-49 años, un incremento desde el episodio anterior y el de más alta calificación luego de los dos primeros.
El episodio recibió críticas positivas, citado como el mejor de la temporada. Rowan Kaiser de A. V. Club lo calificó con una A-, el más alto de la noche. Le gustó el papel de Bob, notando que Louise tuvo mejores lucimientos en otros episodios. A pesar de no haber dado tan buena puntuación como en este, esperó que la serie mejorara y cree que lo hizo con este episodio.